# Nuit infernale
Pour plus de détails, voir Fiche technique et Distribution.
Nuit infernale (A Friday Night Date en version originale), également connu sous le nom À pleine vitesse, est un téléfilm d'action canado-américain réalisé par Sidney J. Furie, sorti directement en vidéo en 2000. C'est le trente-septième métrage dirigé par le réalisateur canadien ainsi que son quatrième téléfilm. C'est également une des premières productions de la société canadienne GFT Entertainment, connue pour ses films de série B.
Écrit par le scénariste Greg Mellott, l'histoire se centre sur deux étudiants, Jim Travis et Sonia Walker, pris en chasse par un imposant 4×4. À bord d'une limousine, ils doivent faire face à cet imposant véhicule à travers les autoroutes, routes de forêts ou encore de campagne. 
Produit avec un budget de vingt-deux millions de dollars canadien et tourné du côté de Toronto, le film est un échec au niveau critique. 

## Distribution
- Casper Van Dien (VF : Damien Boisseau) : Jim Travis
- Danielle Brett : sonia walker
- Joseph Griffin : Paul
- Anthony Tullo : Zack
- Chuck Byra : Larry

## Anecdotes
- Ce téléfilm possèdent deux titres, en français comme en anglais. En français, les deux titres sont Nuit infernale et À pleine vitesse ; en anglais, les deux titres sont A Friday Night Date et Road Rage.
- Le slogan est « La mort est dans le rétroviseur... »